# 21. април
21. април (21.04) је 111. дан у години по грегоријанском календару (112. у преступној години). До краја године има још 254 дана.

## Догађаји
- 753. п. н. е. — Ромул, према историчару Марку Теренцију Варону, основао Рим.
- 1836 — Тексашани су поразили Мексиканце у бици код Сан Хасинта, што је омогућило независност Тексаса, који је 1845. ушао у састав САД.
- 1856 — Аустралија прва у свету увела осмочасовно радно време.
- 1882 — У Народном позоришту у Београду изведена прва српска оперета "Врачара" Даворина Јенка, аутора српске химне "Боже правде".
- 1924 — Основана Прва српска фабрика аероплана Живојин Рогожарски А. Д.
- 1941 — Шефови дипломатија Немачке и Италије Јоахим фон Рибентроп и гроф Ћано у Другом светском рату се договорили о подели Југославије на немачко и италијанско подручје.
- 1945 —
  - Последње немачке трупе повукле се из Болоње у Италији.
  - Црвена армија је ушла у предграђе Берлина.
- 1960 — Престоница Бразила премештена из Рио де Жанеира у Бразилију.
- 1967 — Војним пучем у Атини успостављен режим "грчких пуковника" који су седам наредних година спроводили војну диктатуру у Грчкој.
- 1993 — Врховни суд Боливије на 30 година затвора осудио бившег диктатора Луиса Гарсију Месу због масовних убистава и кршења Устава.
- 1996 — Коалиција левог центра победила на Изборима у Италији. То је била прва победа левице у Италији од Другог светског рата.
- 1997 — Први кинески војници ушли у Хонгконг у оквиру припрема за прелазак те британске колоније 1. јула под суверенитет Кине.
- 1999 — У ваздушним нападима НАТО на Југославију погођени пословна зграда "Ушће" у Новом Београду и Жежељев мост на Дунаву у Новом Саду.
- 2000 — Парламент Русије ратификовао руско-амерички Споразум о ограничавању нуклеарног наоружања, СТАРТ 2.
- 2003 — Капетан Југословенске народне армије Мирослав Радић предао се властима Србије и 17. маја изручен Хашком трибуналу, пред којим је оптужен за ратне злочине у Вуковару, с Милом Мркшићем и Веселином Шљиванчанином.
- 2004 — Бивши израелски нуклеарни техничар Мордехај Вануну изашао из затвора Ашкелон, на југу Израела, у којем је провео 18 година, од чега 11 у самици, због издаје и шпијунаже. Вануну ухапшен и осуђен пошто је 1986. у интервјуу британском листу "Сандеј тајмс" открио израелски програм развоја нуклеарног оружја.

## Рођења
- 1816 — Шарлот Бронте, енглеска књижевница. (прем. 1855)[1]
- 1828 — Иполит Тен, француски теоретичар уметности и историчар. (прем. 1893)
- 1882 — Перси Вилијамс Бриџман, амерички физичар, добитник Нобелове награде за физику (1946). (прем. 1961)
- 1889 — Паул Карер, швајцарски органски хемичар, добитник Нобелове награде за хемију (1937). (прем. 1971)
- 1915 — Ентони Квин, мексичко-амерички глумац, редитељ, продуцент, сликар и писац. (прем. 2001)
- 1923 — Џон Мортимер, енглески адвокат, драматург, сценариста и писац. (прем. 2009)
- 1926 — Елизабета II, британска краљица (1952—2022). (прем. 2022)[2]
- 1930 — Силвана Мангано, италијанска глумица. (прем. 1989)
- 1935 — Чарлс Гродин, амерички глумац, комичар, писац и ТВ водитељ. (прем. 2021)
- 1936 — Василија Радојчић, српска певачица. (прем. 2011)
- 1947 — Иги Поп, амерички музичар, музички продуцент и глумац.
- 1958 — Енди Макдауел, америчка глумица и модел.
- 1959 — Роберт Смит, енглески музичар и музички продуцент, најпознатији као суоснивач, певач и гитариста групе The Cure.
- 1963 — Рој Дипи, канадски глумац.
- 1968 — Татјана Устинова, руска књижевница, сценаристкиња и преводитељка
- 1972 — Северина Вучковић, хрватска певачица и глумица.
- 1973 — Марко Булат, српски певач.
- 1979 — Џејмс Макавој, шкотски глумац.
- 1988 — Роби Амел, канадски глумац и продуцент.
- 1990 — Александар Пријовић, српски фудбалер.
- 1992 — Иско, шпански фудбалер.
- 1995 — Томас Доерти, шкотски глумац и певач.
- 1998 — Милош Глишић, српски кошаркаш.
- 2000 — Игор Дробњак, црногорски кошаркаш.

## Смрти
- 1142 — Пјер Абелар, француски филозоф и теолог. (рођ. 1079)
- 1509 — Хенри VII, енглески краљ. (рођ. 1457)
- 1699 — Жан Расин, француски песник и аутор драма. (рођ. 1639)
- 1731 — Данијел Дефо, енглески писац и новинар (рођ. 1660)
- 1736 — Еуген Савојски, аустријски војсковођа. (рођ. 1663)
- 1867 — Платон Атанацковић, српски епископ и писац. (рођ. 1788)[3]
- 1910 — Марк Твен, амерички књижевник. (рођ. 1835)[4]
- 1918 — Манфред фон Рихтхофен, Црвени Барон, немачки пилот. (рођ. 1892)
- 1945 — Павле Ђуришић четнички потпуковник и војвода. (рођ. 1907)
- 1946 — Џон Мејнард Кејнс, енглески економиста. (рођ. 1883)
- 1965 — Едвард Виктор Еплтон, енглески физичар, добитник Нобелове награде за физику. (рођ. 1892)
- 1966 — Јозеф Дитрих, СС генерал и један од најодликованијих немачких војника током Другог светског рата. (рођ. 1892)
- 1971 — Франсоа Дивалије, Папа Док, председник Хаитија. (рођ. 1907)
- 1983 — Момчило Ђокић, српски и југословенски фудбалер. (рођ. 1911)
- 1989 — Сава Јеремић познати српски фрулаш. (рођ. 1904)
- 2003 — Нина Симон, америчка џез-певачица. (рођ. 1933)
- 2010 — Хуан Антонио Самаран, бивши председник МОК-а. (рођ. 1920)
- 2016 — Принс, амерички музичар. (рођ. 1958)
- 2018 — Верн Тројер, амерички глумац, каскадер и комичар. (рођ. 1969)
- 2025 - Папа Фрањо, ватикански папа (рођ. 1936)

## Празници и дани сећања
- Српска православна црква слави:
  - Свете апостоле Иродиона, Агава, Руфа, Асинкрита, Флегонта и Ермију
  - Светог Нифонта епископа Новгородског
  - Светог Келестина папу Римског